# Pom Pom

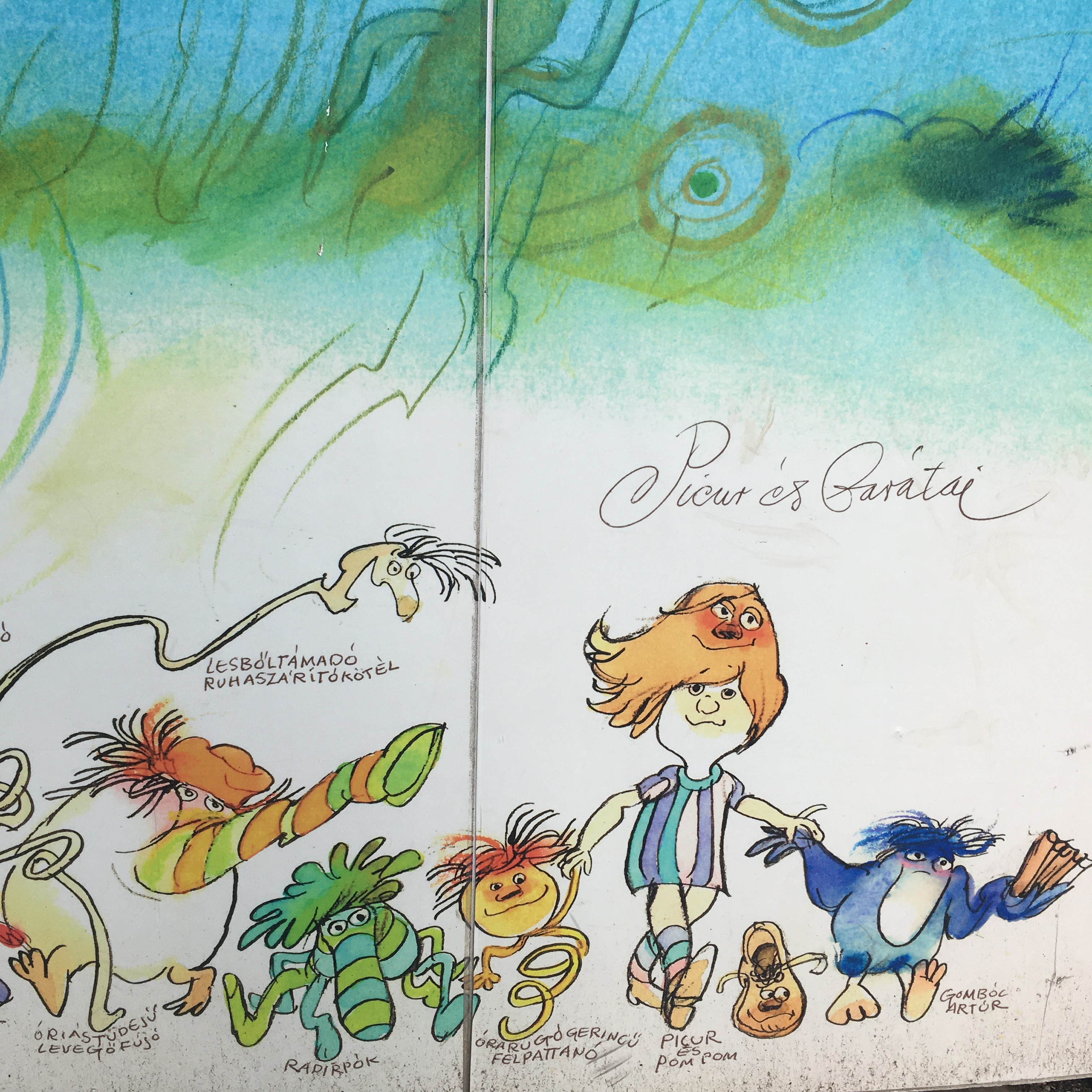
Ausschnitt eines Szenenbilds von Ferenc Sajdik im Pom-Pom Park Budapest (2020)

Pom Pom (Originaltitel: Pom Pom meséi) ist eine ungarische Zeichentrickserie. In zwei Staffeln wurden insgesamt 26 Episoden produziert. Die Serie wurde im Fernsehen der DDR im Rahmen der Kindersendung Alles Trick ausgestrahlt.

## Handlung
Die in sich abgeschlossenen Episoden handeln von dem Fabelwesen Pom Pom, das zu Beginn jeder Folge auf einem Baum sitzt und auf ein junges Mädchen namens Schleifchen wartet. Wenn Schleifchen auf ihrem morgendlichen Weg zur Schule an dem Baum vorbeikommt, hüpft Pom Pom zu ihr und begleitet sie. Zusammen mit einigen Nebencharakteren erleben die beiden verschiedene Abenteuer.

## Figuren

### Pom Pom
Pom Pom ist ein pelziges Fabelwesen, das seine Form nahezu beliebig verändern kann. So kann es zum Beispiel die Gestalt einer Perücke, eines Handschuhs, eines Pinsels oder einer Quaste auf einem Damenschuh annehmen. Am liebsten sitzt es jedoch auf einem Ast und lässt sich vom Wind auf- und abschwingen.
In der deutschen Fassung sprach durchgängig Hasso Billerbeck den Pom Pom.

### Schleifchen
Schleifchen ist ein junges Mädchen, das stets eine Schleife im Haar trägt. Auf ihrem täglichen Schulweg kommt sie an einem Baum vorbei, auf dessen Ast Pom Pom auf sie wartet, um sie zu begleiten.

### Weitere Figuren
Arthur der Kloß ist ein blauer Rabe, der Schokolade über alles liebt. In seinem Vorstellungssatz zählt er immer sämtliche Sorten Schokolade auf, die er mag („runde Schokolade, eckige Schokolade, lange Schokolade, kurze Schokolade, Lochschokolade, Blockschokolade, Schokolade mit Nüssen, Schokolade mit Luft, Milchschokolade, Likörschokolade …“). Eine weitere Nebenfigur ist die Radierspinne, eine bunt gestreifte Spinne, die mit ihrer Nase wie mit einem Radiergummi alles in ihrer Umgebung wegradieren kann; außerdem treten der Uhrfederrückenspringer, der farbenniesende Hatschibumm und verschiedene andere Figuren in der Serie auf.

## Veröffentlichungen
Die Serie wurde in Ungarn in den 1990er Jahren auf Video veröffentlicht, ab 2001 erschien sie ebenso auf DVD.
Neben der Fernsehserie veröffentlichten István Csukás als Autor und Ferenc Sajdik als Illustrator in Ungarn mehrere Bücher mit den Geschichten um Pom Pom und Schleifchen. In den 2000er Jahren erschienen zudem zwei Hörspiel-CDs. In Deutschland erschien 2007 das von Clemens Prinz übersetzte Buch Pompom erzählt. In diesem Buch wurden die Namen der meisten Figuren im Vergleich zur Zeichentrickserie verändert, so wurde etwa aus „Arthur dem Kloß“ „Arthur Knödel“, der „farbenniesende Hatschibumm“ wurde zu „Hatschi-Benno“ und aus „Schleifchen“ wurde „Püppi“.

## Sonstiges
Auf dem Schokoladenfestival in der ungarischen Stadt Szerencs wurde im Jahr 2008 eine komplett aus Schokolade gefertigte Skulptur von Arthur dem Kloß präsentiert. Sie wurde von dem einheimischen Bildhauer Róbert Ekker geschaffen und erreichte ein Gewicht von 239 Kilogramm, womit sie zu dieser Zeit als größte Schokoladenfigur der Welt galt.
Auf dem Sonnenberg (Naphegy) in den Budaer Bergen in der ungarischen Hauptstadt Budapest wurden 2010 Themenspielplätze mit Motiven aus Pom Pom und Vuk angelegt. Nach Sanierung und Ausbau im Jahr 2014 wurden die Spielplätze im Beisein von Ferenc Sajdik, des Zeichners von Pom Pom, neueröffnet.
In der ungarischen Stadt Kisújszállás steht seit 2016, dem Jahr des 80. Geburtstags von István Csukás, des Autors der Geschichten von Pom Pom, der in Kisújszállás geboren wurde, eine über vier Meter hohe Statue aus Edelstahl. Sie zeigt Pom Pom wie in der Eröffnungsszene der Trickfilmfolgen, nämlich auf dem Ast eines Baumes sitzend. Der Standort der Skulptur vor einer Grundschule soll an den täglichen Schulweg von Schleifchen und Pom Pom in den einzelnen Episoden der Serie erinnern.